# Zayar Shwe Myay Football Club
El Zayar Shwe Myay Football Club, també anomenat Zeyashwemye Football Club, és un club de futbol birmà de la ciutat de Monywa.

## Palmarès
- sense títols destacats